# Jayden Cole

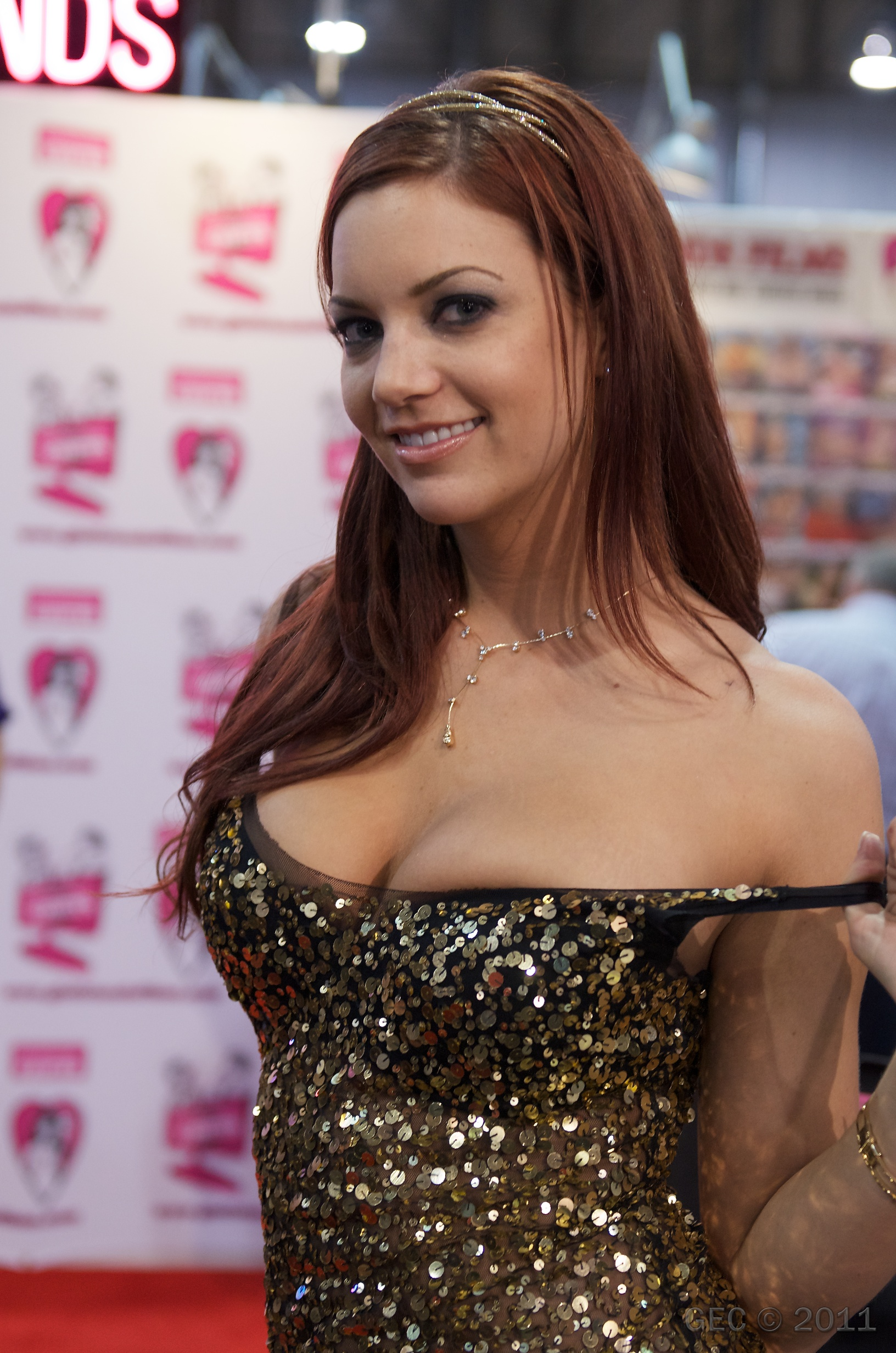
Jayden Cole auf der AVN Adult Entertainment Expo 2011

Jayden Cole (* 9. Oktober 1985 als Meghan Ashley Gorton in Huntington Beach, Kalifornien) ist eine US-amerikanische Pornodarstellerin und Schauspielerin irischer und libanesischer Herkunft.

## Karriere
Ihren ersten Auftritt in einem Pornofilm hatte sie im Jahr 2009 im Penthouse-Film Uncontrollable. Seitdem hat sie laut IAFD bei 24 Produktionen mitgewirkt, unter anderem für Wicked Pictures, Hustler und Digital Playground. Ihr Mitwirken in Pornofilmen beschränkt sich rein auf Darstellungen von Masturbation oder lesbischem Sex. In sogenannten Hardcore-Szenen mit männlichen Partnern hat sie nicht mitgespielt (siehe auch IAFD). Sie war Twistys Treat of the Month im Oktober 2009 und Penthouse Pet of the Month im Dezember 2009. 2010 spielte sie in den Filmen Bikini Jones and the Temple of Eros, Bikini Frankenstein  und Bikini Royale 2  von Fred Olen Ray mit, 2011 war sie als Marley Clark im Drama Naughty Reunion von MRG Entertainment zu sehen.
Neben ihrem Mitwirken in Pornofilmen tritt Cole auch in erotischen Fernsehproduktionen auf. In der Cinemax-Serie Life on Top spielte sie als Melissa in dreizehn Folgen mit.

## Filmografie (Auswahl)

### Pornofilme
- 2009: Drop Dead Red Head
- 2009: Fucking Machines
- 2009: Uncontrollable
- 2010: Beautiful Solo
- 2010: Jayden Cole: Up, Close and Personal
- 2010: Just You And Me
- 2010: Live Naughty Nurse
- 2010: Live Naughty Secretary
- 2010: Live Party Girl
- 2010: Super Toy
- 2011: Dirty Bathroom Fun
- 2011: I Am Jayden
- 2011: Pink and Silver Fishnet Bikini Striptease
- 2012: Big Tit Redheads
- 2012: Cheerlickers
- 2012: Crazy Sex
- 2012: 3758 Jayden Cole Virtual Sex
- 2012: Lesbian Night Watch
- 2012: Licking and Kissing
- 2012: This Ain’t Jaws XXX
- 2013: Big Boobs Parade: Naked and Horny
- 2013: Going Solo
- 2013: Triple Mania
- 2014: Fantasy One HD 12, 18
- 2014: Playin’ in My Bathtub
- 2015: Girl On Girl Playtime
- 2015: Girls Love Boobs
- 2015: My First Girlfriends
- 2015: Penthouse Pet: All Girl Retreat
- 2015: Strictly Pussy 3
- 2016: Girls Will Be Girls 2
- 2016: Sex Machina: a XXX Parody
- 2017: Jayden Cole and Her Girlfriends
- 2017: Step Siblings Caught 9
- 2018: Meditation Session 2: Stretch Yourself
- 2018: Pornstar Solos 4
- 2018: Women Seeking Women 155, 156
- 2020: Lesbian House Party
- 2023: Horny Housekeeping
- 2024: Fortune Favors The Bold
- 2024: I Learned From The Best
- 2024: Take a Chance on Me

### Fernsehfilme
- 2010: Bikini Royale 2
- 2010: Bikini Frankenstein
- 2010: Bikini Jones and the Temple of Eros
- 2011: Naughty Reunion
- 2012: Dark Secrets

## Auszeichnungen
AVN Awards
- 2011: AVN Award, nominiert für Best All-Girl Couples Sex Scene in Pin-Up Girls 5
- 2015: AVN Award, nominiert als All-Girl Performer of the Year
- 2016: AVN Award, nominiert als All-Girl Performer of the Year
- 2016: AVN Award, nominiert für Best Girl/Girl Sex Scene in Penthouse Pet: All Girl Retreat
- 2017: AVN Award, nominiert für All-Girl Performer of the Year
- 2018: AVN Award, nominiert für All-Girl Performer of the Year
- 2019: AVN Award, nominiert für All-Girl Performer of the Year
- 2020: AVN Award, nominiert für All-Girl Performer of the Year
- 2021: AVN Award, nominiert für All-Girl Performer of the Year
- 2022: AVN Award, nominiert für All-Girl Performer of the Year

NightMoves Awards
- 2018: NightMoves Award, nominiert für Best Girl/Girl Performer
- 2019: NightMoves Award, nominiert für Best Girl/Girl Performer
- 2021: NightMoves Award, nominiert für Best Girl/Girl Performer
- 2022: NightMoves Award, nominiert für Best Girl/Girl Performer

XRCO Awards
- 2019: XRCO Award, nominiert für Girl/Girl Performer of the Year
- 2020: XRCO Award, nominiert für Girl/Girl Performer of the Year